# Hôtel d'Arbaud-Jouques
Hôtel d'Arbaud-Jouques er et fredet hotel i Aix-en-Provence i Frankrig.

## Historie
Enken efter Jacques Arbaud købte Hôtel de Valbelle-Meyrargues, der ligger til venstre for, i 1695 og hendes søn André-Elzéard d'Arbaud de Jouques (1676-1744) købte Hôtel de Séguiran, der ligger til højre for, nogen tid senere. De blev sammenlagt til et hôtel particulier i 1732: hotel d'Arbaud-Jouques af arkitekten Jean-Baptiste Franque (1683-1758). Hans søn Joseph Charles André d'Arbaud de Jouques (1769-1849) og hans bror har også boet her.
Kong Charles IV af Spanien (1748-1819) besøgte hotellet som gæst i 1812.

## Historisk værdi
Det har været listet som et monument historique siden 1990.